# Misumena peninsulana
Misumena peninsulana är en spindelart som beskrevs av Banks 1898. Misumena peninsulana ingår i släktet Misumena och familjen krabbspindlar. Inga underarter finns listade i Catalogue of Life.